# المزهر في علوم اللغة وأنواعها
كتاب المزهر في علوم اللغة وأنواعها، للعلامة عبد الرحمن جلال الدين السيوطي، قال: في مقدمة الكتاب، هذا علم شريف ابتكرت ترتيبه، واخترعت تنويعه و تبويبه؛ و ذلك في علوم اللغة و أنواعها، و شروط أدائها و سماعها، حاكيت به علوم الحديث في التقاسيم و الأنواع، وأتيت فيه بعجائبَ وغرائبَ حسنةِ الإبداع. و قد كان كثير ممّن تقدم يُلّم بأشياء من ذلك، و يعتني في بيانها بتمهيد المسالك، غير أن هذا المجموع لم يسبقني إليه سابق، و لا طرق سبيله قبلي طارق.
و قد قسمه إلى خمسين نوعا.

## نبذة عن الكتاب
الكتاب على ضخامته ليس للسيوطي فيه إلا الجمع والترتيب، عدا بَدَوات قليلة، نجدها مبعثرة في ثنايا الكتاب، وفقرات قد يقدم بها بين يدي الباب أو يختمه؛ وليس أدل طريق المؤلف هذه من مقدمة الكتاب؛ فقد ضمنها مقدمة كتاب الصاحبي لابن فارس، وبعد أن أوردها قال: «وبمثل قوله اقول في هذا الكتاب، وذلك حين الشروع في المقصود بعون الله المعبود».
على أنّ هذا لا يحملنا على جحود عمل المؤلف ونكران فضله؛ فقد وعى كتابه كثيرا مما حوته كتب اللغة، وبذل مجهودا مشكورا في ترتيب ما نقله ووضعِه في محله؛ مما يدل على اطلاع واسع وإحاطة شاملة.
وقد تناول البحث في: معرفة الصحيح ويقال له الثابت والمحفوظ, معرفة ما روي من اللغة ولم يصح ولم يثبت, معرفة المتواتر من الآحاد, معرفة المتواتر والآحاد, معرفة المرسل والنقطع, معرفة الأفراد, معرفة من تقبل روايته ومن ترد, معرفة طرق الأخذ والعمل, معرفة المصنوع, معرفة الفصيح, معرفة الضعيف والمنكر والمتروك من اللغات, معرفة الرديء والمذموم من اللغات, معرفة المطرود والشاذ, معرفة الحواشي والغرائب والشواذ والنوادر,معرفة المستعمل والمهمل, معرفة المفاريد, معرفة مختلف اللغة, معرفة تداخل وتوافق اللغات, معرفة المعرب, معرفة الألفاظ الإسلامية, معرفة المولد, خصائص اللغة, معرفة الاشتقاق والحقيقة والمجاز والمشترك اللفظي والأضداد والمترادف والاتباع والخاص والعام والمطلق والمقيد والمشجر والإبدال والقلب والأمثال والآباء والأمهات والأبناء والأخوة وما ورد بوجهين ومعرفة الملاحن والألغاز وفيتافقية العرب.